# 澤姆布羅尼亞河
澤姆布羅尼亞河（烏克蘭語：Дземброня），是烏克蘭的河流，位於該國西部，屬於黑切列莫什河的左支流，流經伊萬諾-弗蘭科夫斯克州，河道全長12公里，流域面積43.2平方公里。